# Brémur-et-Vaurois
Brémur-et-Vaurois é uma comuna francesa na região administrativa da Borgonha-Franco-Condado, no departamento de Côte-d'Or. Estende-se por uma área de 9,1 km². Em 2010 a comuna tinha 47 habitantes (densidade: 5,2 hab./km²).